# Argia jocosa
Argia jocosa là một loài chuồn chuồn kim trong họ Coenagrionidae.
Argia jocosa is in 1865 voor het eerst wetenschappelijk beschreven door Hagen in Selys.